# Cyril Cavadore
| 121865 Dauvergne  | 10 febbraio 2000 |
| 269243 Charbonnel | 27 agosto 2008   |
| 295473 Cochard    | 27 agosto 2008   |
| 378721 Thizy      | 27 agosto 2008   |

Cyril Cavadore (1969) è un astronomo amatoriale francese.
Il Minor Planet Center gli accredita le scoperta di quattro asteroidi effettuate tra il 2000 e il 2008, tutte in collaborazione con François Colas o con Jean-Marie Lopez.
Gli è stato dedicato l'asteroide 9811 Cavadore.